# Pristimera breteleri
Pristimera breteleri är en benvedsväxtart som beskrevs av N. Hallé. Pristimera breteleri ingår i släktet Pristimera och familjen Celastraceae. Inga underarter finns listade.